# Балъм
Ба̀лъм (на английски: Balham, произнася се ['bæləm]) е квартал в район Уондсуърт, Южен Лондон с малки части в съседния лондонски квартал Ламбет.Районът е заселен още от саксонско време и се появява в Книгата на Страшния съд като Белгехам.
В квартала има действаща полска църква. Бил е един от главните центрове, където се събирали полските имигранти до 1950 г. „Уайт Игъл Клъб“ (White Eagle Club) е оживено място на общността. На характерните съботни танцови вечеринки („zabawa“) се стичат хора от цял Лондон.

## Въздушно нападение от Втората световна война
На 14 октомври 1940 г. метростанция Балъм е сериозно повредена от въздушни нападения над Лондон по време на Втората световна война. Хората потърсили подслон в метростанцията по време на набезите. Бомба падна на главния път и през покрива на метростанцията, като спуква водопроводите и газопроводите и убива около 64 души. Този конкретен инцидент е представен в Изкупление, роман от 2001 г. на Иън Макюън.  Изображение на последствията е изрисувано на автобус № 88, който е паднал в кратера от бомбата. 

## Атентат
На сутринта на 17 юли 1974 г. бомба, поставена от временната ИРА, избухва близо до правителствени сгради в Балъм, причинявайки значителни щети на сградите. По-късно същия ден последва  фатална атака срещу Лондонската кула. 

## Икономика
в центърът на Балъм има разнообразие от барове, ресторанти и магазини, включително големи вериги. Има и малки магазини, кафенета и бирарии. Има два паркинга, обслужващи околността, един зад Sainsbury's (181 места)  и един пред Waitrose.

## Демография
Балъм е разнообразен както по отношение на икономическата, така и по културна демография с все по-професионално население от средната класа.
Полското население в Балъм се е увеличило значително от 2006 г., въпреки че Балъм е един от центровете на общността в Лондон след Втората световна война. "The White Eagle Club" е процъфтяващо полско читалище, а традиционният му танц в събота вечер привлича хора от цял Лондон. Срещу клуба е полската римокатолическа църква Christ the King.
Ирландската, португалската, сомалийската, пакистанската и бразилската общности също са добре представени.

## Известни хора, родени в Балхам
- Маргарет Ръдърфорд, британска актриса

## Известни хора, които са работили, учили или живели в Балъм
- Адел, певица и автор на песни, посещава училище Chestnut Grove.[13]
- Вивиан Уестууд, моден дизайнер и бизнесдама, бивша жителка на Малкълм [14]